# Emiliano Brembilla
Emiliano Brembilla (n. 21 decembrie 1978, Ponte San Pietro, Lombardia, Italia) este un înotător italian, medaliat olimpic. A participat la 4 ediții ale Jocurilor Olimpice (1996, 2000, 2004, 2008) în care a câștigat o medalie de bronz.